# تیدرا
تیدرا (به اسپانیایی: Tiedra) یک شهرستان در اسپانیا است که در استان وایادولید واقع شده‌است.